# Apeirogon (roman)
Apeirogon est un roman, publié en 2020, par l'écrivain irlandais Colum McCann. La même année, le roman est traduit en français par Clément Baude pour le compte des éditions Belfond.
Se basant sur histoire réelle, l'ouvrage traite du conflit israélo-palestinien et du travail de réconciliation de deux pères, un Palestinien et un Israélien, qui ont chacun perdu une fille dans le conflit. Tant le titre – dénomination d'une forme géométrique complexe – que la structure du roman divisé en 1001 fragments, appellent à voir cette confrontation avec des yeux ouverts à la complexité.

## Titre et structure
Le titre reprend celui d'une forme géométrique appelé apeirogone (du « grec ancien : ἄπειρος » apeiros : infini, sans bornes, et « γωνία » gonia : angle), qui désigne une figure géométrique au nombre indéfini de côtés (voir chapire 181 de la première partie et chapitre 95 de la seconde partie) ; L'auteur s'en sert pour proposer une nouvelle façon de penser le conflit israélo-arabe, qui laisse la place à la complexité, et pas seulement aux oppositions et confrontations trop simples.
Le roman est divisé en 1001 « chapitres-fragments » numérotés 1 à 500, puis 1001, puis 500 à 1, qui peuvent aller d'une ligne à une dizaine de pages. Une quinzaine de ces fragments sont des photos sans légende, un peu sur le modèle pratiqué par l'écrivain allemand W. G. Sebald, et même, parfois, un simple cadre vide (chapitres 284 des deux parties) — ce qui reflète un des théorèmes mathématiques qui sous-tendent le roman. Les deux chapitres centraux, portant chacun le numéro 500 et séparés par le numéro 1001 se fondent sur plusieurs entretiens avec les deux protagonistes. En revanche, déclare l'auteur dans une note préliminaire, « partout ailleurs, Bassam et Rami m'ont autorisé à transformer leurs mots et leurs mondes. »
Certaines phrases sont répétées à plusieurs endroits du livre, faisant écho à des éléments déjà décrits. Par exemple, le chapitre 220 de la seconde partie reprend une partie du chapitre 220 de la première partie. Dans la seconde partie, les chapitres 340 et 49 (« Votre oasis vous attend »), ainsi que les chapitres 177 et 23 (« Je suis navré de vous le dire, monsieur le sénateur, mais vous avez assassiné ma fille »).

## Thématique
Le roman est en fait le récit de l'histoire croisée de deux pères, l'un Israélien et juif, l'autre Palestinien et musulman, dont la vie a été brisée par la mort d'une de leurs enfants.
Ces deux personnages sont réels. Il s'agit de Rami Elhanan (né en 1950) un graphiste israélien, et de Bassam Aramin,, Palestinien, devenu spécialiste de la Shoah. L'un et l'autre ont perdu une fille: Smadar Elhanan, née en 1983, décédée le 4 septembre 1997, victime d'un attentat palestinien, rue Ben Yehuda (Jérusalem), et Abir Aramin, née en 1997 et le 20 janvier 2007 devant son école, victime d'un tir de militaire israélien.
Leur histoire est réelle. Le récit est basé sur la difficulté à continuer à vivre pour ces deux hommes, individuellement, en famille et dans des associations. Ils finissent par se rencontrer, avec d'autres, au monastère salésien de Crémisan (Beit Jala). Avec le temps, une amitié se crée, et ils parcourent le monde à raconter leur vécu, à proposer, comme unique début de solution au conflit, d'écouter l'autre, en visant la paix. Le discours est bien reçu dans les pays occidentaux, beaucoup moins dans les diverses communautés en Israël.
On y croise les ombres de François Mitterrand, Benyamin Netanyahou, Mahmoud Darwich, et de beaucoup d'autres personnes moins célèbres, mais aussi les très nombreux passages d'oiseaux, puisque la région d'Israël demeure un lieu important de passage d'oiseaux en migration, alors que la circulation (en moto ou en auto) est nettement plus difficile pour les êtres humains dans les alentours de Jérusalem, même avant la construction du Mur (ou barrière de séparation israélienne).

## Réception francophone
La presse française a bien accueilli l'ouvrage. Pour Florence Noiville (Le Monde), dans ce « livre monumental », Colum McCann « recolle les morceaux du Proche-Orient. ». Christine Ferniot (Télérama) y voit un récit « bouleversant » dans lequel « [e]n deuil de leurs filles, un Israélien et un Palestinien choisissent de s’unir. La vie, la mort, même manège. » Quant à  Philippe Chevilley (Les Échos), il écrit : « Construit autour des figures héroïques de deux combattants de la paix, l'un juif israélien, l'autre musulman palestinien, le nouveau roman composite de l'écrivain irlandais est un prodige d'écriture et une leçon d'humanisme. Colum McCann signe son chef-d'œuvre. ».

## Distinctions francophones
- Prix du Meilleur Livre étranger 2020
- Grand prix des lectrices de Elle 2021

## Éditions en français
- Colum McCann (trad. de l'anglais (Irlande) par Clément Baude), Apeirogon, Paris, Belfond, 2020, 509 p. (ISBN 978-2-714-45008-1)Rééd. 10/18, 2021 et 2022, 645 p.  (ISBN 978-2-264-08124-7)